# Tata Indica
Tata Indica — легковой автомобиль с кузовом типа хетчбэк, выпускаемый индийской автомобилестроительной компанией Tata Motors. С 2004 года экспортируется в Европу, Африку и некоторые другие страны. Этот автомобиль стал первым пассажирским автомобилем от Tata Motors и одновременно первым полностью разработанным в Индии пассажирским автомобилем. Успех Tata Indica привёл к «оживлению» находившегося в плачевном состоянии альянса Tata Group. Британская версия импортировалась MG Rover Group и продавалась как Rover CityRover (последний возглавил потребительский антирейтинг по версии британского издания Auto Express и был назван наихудшим автомобилем продававшимся на Туманном Альбионе за последние 25 лет).